# 이주열
이주열(李柱烈, 1952년 9월 13일 ~ )은 대한민국의 제25·26대 한국은행 총재다.

## 생애
본관은 덕수이며, 강원도 정선군 임계면에서 태어났으나, 원주에서 유년시절을 보냈다. 1977년 한국은행 입행 이후 조사국장, 정책기획국장, 부총재보(통화신용정책 담당) 등을 역임하였고, 2012년 한국은행 부총재로 퇴임하였다. 이후 연세대학교 경제대학원 특임교수 등으로 활동하였으며, 2012년 개정된 ｢한국은행법｣에 따라 2014년 3월 19일 실시된 국회 인사청문회를 거쳐 2014년 4월 1일 제25대 한국은행 총재에 취임하였다. 2018년 3월 2일 문재인 대통령에 의해 한국은행 총재 후보로 지명되면서, 44년만에 연임 총재가 되었고, 2018년 4월 새 임기를 시작하였다. 2022년 3월 31일 퇴임하였다.

## 학력
- 1964년: 원주국민학교 졸업
- 1967년: 원주대성중학교 졸업
- 1970년: 대성고등학교 졸업
- 1977년 2월: 연세대학교 경영학 학사
- 1988년 8월: 펜실베니아 주립 대학교 경제학 석사

## 경력
- 1977년 2월: 한국은행 입행
- 1990년 9월: 한국은행 조사제2부 과장
- 1991년 3월: 한국은행 조사제1부 과장
- 1993년 3월: 한국은행 국제금융부 과장
- 1993년 9월: 한국은행 외환업무부 과장
- 1994년 3월: 한국은행 조사제1부 과장
- 1995년 9월: 한국은행 조사제1부 부부장
- 1998년 5월: 한국은행 조사부 국제경제실장
- 1999년 6월: 한국은행 뉴욕사무소 수석조사역
- 2002년 7월: 한국은행 조사국 해외조사실장
- 2003년 5월: 한국은행 조사국장
- 2005년 3월: 한국은행 정책기획국장
- 2007년 3월: 한국은행 부총재보(통화신용정책 담당)
- 2009년 4월~2012년 4월: 한국은행 부총재
- 2012년 8월: 하나금융경영연구소 고문
- 2013년 3월: 연세대학교 경제대학원 특임교수
- 2014년 4월~2022년 3월: 제25·26대 한국은행 총재
- 2018년 12월: 국제결제은행(BIS) 이사
- 2022년 3월: 한국은행 고문
- 2024년 10월~: 국립극단 후원회 초대회장
- 2025년 3월~: CJ그룹 사외이사

## 직무수행

### 금리 인하와 가계부채 증가
이 총재의 취임 초기에는 기준금리가 2.50%였으나, 이후 기준금리를 5차례에 걸쳐 낮추어서 한때 1.25%까지 내려갔었던 적이 있다. (2018년 11월 30일 현재는 1.75%이다.) 이에 따라 대출규모가 증가하여 가계부채 규모가 커졌다. 취임 첫 해인 2014년에는 가계부채가 1085조 원이었는데, 2017년에는 1450조 원으로 늘어났다. 특히 2015년과 2016년에는 가계부채의 전년동기 증가율이 각각 10.9%, 11.6%의 두 자릿수를 기록했다. 이에 대해 이 총재는 "2014년은 물가가 0%에 이르면서 디플레이션 우려가 있었고, 가계부채 문제도 있었지만 경제 상황이 꺼져 가고 있어서 완화 기조로 갈 수밖에 없었다"고 해명하였다.

### 중앙은행의 정치적 독립성 문제
부동산 규제 및 대출규제 완화를 골자로 하는 초이노믹스 등 박근혜 정부의 정책에 지나치게 순응하면서 중앙은행의 정치적 독립성이 훼손되었다는 비판이 제기되었다. 실제로 최경환 경제부총리 취임 이후 금리를 인하하기 시작하였으며, 이로 인해 가계대출 비중이 확대되었다. 2017년 10월 한국은행 국정감사장에서 바른정당(현 바른미래당) 이혜훈 의원은 "취임 당시 2.5%였던 기준금리가 1.25%로 반 토막이 됐다. 소신을 못 지킨 게 이해가 안 된다"고 지적했다. 자유한국당 추경호 의원도 "최근 김현철 청와대 경제보좌관이 한 인터뷰에서 '과거 한은의 독립성을 존중하지 않고 기재부 장관이 고압적으로 기준금리를 낮춰 가계부채 문제가 됐다'는 취지의 얘기를 한 적이 있다"며 "지금까지 금융통화위원회의 금리결정이 중립적으로 이뤄졌다고 자부하느냐"고 질타했다. 이에 대해 이 총재는 "5차례에 걸친 금리인하는 경기흐름의 모멘텀을 살리는 데에 기여한 것으로 보고 있다"며 "지난해 하반기 이후 나타나고 있는 경기 회복세는 분명히 통화완화 기조가 상당부분 기여했을 것"이라고 강조하였으며 한은의 독립성 지적과 관련해선 "통화정책은 그야말로 누구의 간섭도 없이 자율적, 중립적으로 결정되고 있다"며 "통화정책에 있어 독립성이 상당히 높은 수준"이라고 해명하였다.

### 한미 간 금리 역전
한국시간 기준 2018년 3월 22일, 미국 연방준비제도에서 기준금리를 1.50%에서 1.75%로 올리면서 10년 7개월 만에 한미 기준금리 역전이 일어났으며, 이후에도 계속 올라갈 것이라는 전망이 있다. 미국 금리가 한국 금리보다 높은 상태를 유지하는 현상이 장기화 · 심화될 경우 자본유출이 발생할 것이라는 우려가 제기되었다. 그러나 미국을 따라 금리를 인상하기도 쉽지 않다는 분석이 나온다. 전년 대비 소비자물가 상승률이 1% 초반의 낮은 수준을 기록한 것, 미국발 보호무역주의 강화 · GM사태 · 고용 부진 등 경기 상승세에 대한 불확실성, 가계부채 상환 부담의 증가 우려 등이 금리 인상을 가로막는 요인으로 꼽힌다. 이 총재는 "한두 번 금리 인상으로 자본유출이 촉발되는 건 아니며 자본유출을 결정하는 다른 요소가 많다", "미국 금리의 상승이 국내에 미치는 영향이 크지 않다"며 금리 인상에 대해 신중한 입장을 취하고 있다.

## 정책관
이주열은 한국은행 부총재 퇴임 이후 언론 기고문을 통해 한국경제와 중앙은행의 통화정책 관련 이슈에 대한 자신의 견해를 피력하였다.

### 한국경제, 초심 되살려야
이주열은 저성장·저물가와 급속한 고령화 현상이 나타나고 있는 한국경제에 있어 규제의 획기적 완화, 서비스 산업의 경쟁력 제고 등 경제 활성화 정책 뿐만 아니라 경제를 보는 모두의 의식에 일대 전환이 필요하다고 주장하였다. 특히 국민으로부터의 신뢰가 정책의 성패를 가르는 최대의 추진동력인 만큼 어려울 때일수록 정부를 신뢰하고 따르는 자세가 필요함을 강조하였다. 또한 성장의 주체는 어디까지나 기업인 만큼 기업가정신이 존중되어야 함과 아울러 성장의 과실을 근로자와 나누고 중소 자영업자와 동반성장을 이끌어 내는 기업의 사회적 책임도 강조하였다.

### 통화정책목표, 물가 안정 vs. 경제성장
금리라는 한 가지 정책수단을 지닌 중앙은행에 물가 안정과 경제 성장이라는 상충 소지가 있는 복수의 정책목표를 추구토록 하는 것이 과연 바람직한 것인가에 대해서는 논란의 여지가 있을 수 있다면서도 한국은행이 달성하고자 하는 물가 안정은 그 자체가 최종 목표라기보다는 국민경제 발전을 뒷받침하는 데 궁극적인 목적이 있음을 강조하였다.

### 디플레이션
2013년 이후 제기되고 있는 한국경제에서의 디플레이션 발생 우려와 관련하여 이주열은 ‘1930년대 미국의 대공황’과 ‘1990년대 이후 일본의 잃어버린 20년’과 같은 해외 사례에 비추어 ‘자산버블 형성과 붕괴’ → ‘채무불이행 증가’ → ‘금융사 부실화’로 이어지는 부채디플레이션 과정이 촉발되지 않도록 하기 위해 자산가격 하락을 방지하는 데 역점을 두어야 한다고 주장하였다. 또한 디플레이션 발생 가능성이 높아지면 초기 단계에서 과감하고 적극적인 재정, 통화정책을 운용할 것도 강조하였다.

### 통화정책과 불확실성
한편 통화정책을 운용함에 있어 대내외 경제여건의 불확실성은 본질적으로 불가피한 제약 조건이므로 이를 관리 가능한 리스크로 전환시키는 노력과 동시에 정책결정자는 직관(intuition)과 적시에 결정을 내릴 수 있는 과단성을 중요한 덕목으로 보유하여야 한다고 주장하였다.

### 통화정책의 유효성 제고
이주열은 통화정책의 유효성을 높이기 위해서는 국민의 신뢰가 중요하다고 강조하였다. 또한 통화정책에 대한 국민의 신뢰라는 것은 항구적인 것이 아니라 언제라도 깨질 수 있는 허약한 것이기 때문에 이를 계속 유지하고 확고히 다져 나가는 것이 더욱 힘든 과제라고 지적하였다. 따라서 신뢰성 본래의 정의에 충실해 대외에 약속한 대로 행동하는 언행일치 전통을 확립하는 것이야말로 각 경제주체로부터 통화정책에 대한 신뢰를 얻을 수 있는 가장 유효한 방법이라고 강조하였다.

## 인사청문회
2012년 3월 21일 공포된 ｢한국은행법｣ 개정(2012년 4월 22일 시행)에 따라 한국은행 총재는 기존의 국무회의 심의 외에 추가로 국회 인사청문 절차를 거쳐 임명되도록 변경되었다. 이에 따라 개정법 시행 후 최초로 임명되는 총재부터는 ｢국회법｣ 및 ｢인사청문회법｣에 따라 국회 소관 상임위원회(기획재정위원회)의 인사청문회를 거치게 되었다. 인사청문회 절차상 국회는 인사청문요청안이 국회에 제출된 날로부터 20일 이내에 인사청문회를 마쳐야 하며 인사청문경과보고서를 임명권자인 대통령에게 송부하도록 되어 있다.
2014년 3월 박근혜 대통령 명의로 국회에 제출한 ｢한국은행 총재후보자 인사청문 요청사유서｣에는 이주열 총재 후보자의 인사청문 요청사유를 “통화신용정책 분야의 높은 전문성과 시장과의 원활한 소통능력, 탁월한 리더십을 두루 갖추었으며, 한국은행이 그 설립목적인 물가안정과 금융안정을 도모하고 국민경제의 발전에 기여토록 하는 데 적임자로 판단된다”고 명시하였다.
한편, 한국은행 총재 후보자 이주열에 대한 국회 인사청문회는 2014년 3월 19일에 실시되었다. 과거 상당수의 인사청문회가 후보자에 대한 신상털기 중심으로 진행된 것과 달리 이주열 한국은행 총재 후보자에 대한 인사청문회는 현재 한국경제가 직면한 잠재성장력 저하 및 가계부채 누증 등 구조적 현안사항과 이의 해결을 위한 통화정책 수장으로서의 업무능력 검증에 초점을 맞추어 질의·답변하는 정책중심의 청문회로 진행되었다. 이 과정에서 민주당 김현미 의원은 “오늘 오전 질의 내내 정책질의로 된 것은 후보자가 살아온 길에 대한 나름대로의 평가라고 생각한다”라고 언급하기도 하였다.
국회 기획재정위원회는 이주열 한국은행 총재 후보자에 대한 인사청문회 개최결과 ‘전반적으로 후보자는 효율적 통화신용정책 수립, 물가안정, 디플레이션 방지, 금융안정 달성 등 산적한 경제 과제에 대한 해결 의지와 경험을 갖췄다고 평가되고 준법성과 도덕성에서도 한은 총재로서 적격하다고 판단한다’고 평가한 인사청문경과보고서를 이례적으로 인사청문회 당일 여야 만장일치로 채택하였다.